# دجاجة السلطان رمادية الرأس

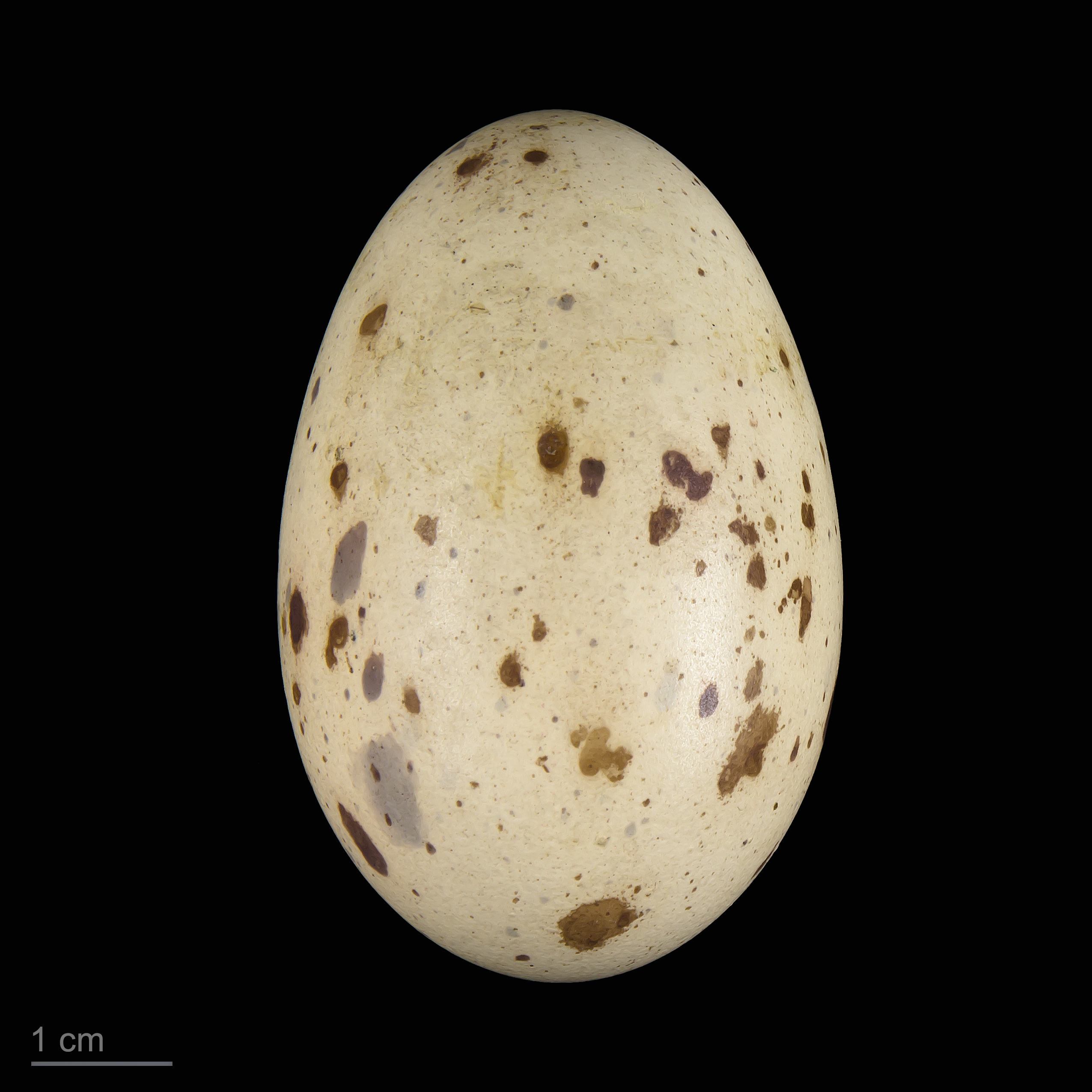
Porphyrio poliocephalus

دجاجة السلطان رمادية الرأس (الاسم العلمي: Porphyrio poliocephalus)، هو نوع من الطيور يتبع جنس دجاجة السلطان ضمن فصيلة المرعية ضمن رتبة الكركيات. كان هذا النوع يُصنع على أنه أحد نُويعات دجاجة الماء الأرجوانية لكنه تم رفعه إلى تصنيف النوع في 2015. يستوطن الشرق الأوسط مروراً بشبه القارة الهندية وحتى جنوب الصين وشمال تايلند.